# 神鼎
神鼎（しんてい）は、五胡十六国時代、後涼の君主呂隆の治世で使用された元号である。401年2月 - 403年8月。

## 西暦・干支との対照表
| 神鼎 | 元年  | 2年   | 3年   |
| 西暦 | 401年 | 402年 | 403年 |
| 干支 | 辛丑  | 壬寅  | 癸卯  |